# Marco Antonio Calderón Echemendía
Marco Antonio Calderón Echemendía (Trinidad, Cuba, 14 de octubre de 1960). Es narrador, poeta y editor cubano.

## Datos biográficos
Nació en Trinidad, Cuba, el 14 de octubre de 1960). Realizó sus estudios profesionales en la Escuela Provincial de Profesores de Educación Física de Santa Clara, en la especialidad de Judo. En el 3.er año de licenciatura en Cultura Física y Deportes, abandona los estudios para dedicarse a la literatura. Posee el título de experto en ajedrez. Es guionista de radio y televisión. Trabajó como editor en las editoriales Mecenas y Reina del Mar —de la que fue fundador junto a Fernando Javier León Jacomino—, en Cienfuegos y Luminaria en Sancti Spíritus. Fue también editor de las revistas culturales Arie y La Pedrada. Dirigió la Casa del Joven Creador de Cienfuegos y se desempeñó, además, como jefe de la sección de literatura de la Asociación Hermanos Saíz en esa provincia. Ha sido asesor de talleres literarios. Ha sido jurado, impartido conferencias y realizado recitales y lecturas en diversos lugares del país. Ha obtenido numerosos premios literarios. Fue presidente de la Asociación de Escritores en la provincia de Sancti Spíritus. Desde 2013 es presidente del Comité Provincial de la Unión de Escritores y Artistas de Cuba en Sancti Spíritus.

## Obra
Ha publicado los siguientes libros:
- El Regalo, Editorial Luminaria, Sancti Spíritus, 1990
- Liminar, Antología de la narrativa cienfueguera. Editorial Mecenas, Cienfuegos, 1998
- Hogueras bajo el sol, editorial Luminaria, 2000  (enlace roto disponible en Internet Archive; véase el historial, la primera versión y la última).
- Puertos sin piel, en coautoría con Merary Mangly Carrillo. Editorial Benchomo, España, 2002.
- Una sombra en el barranco. Editorial Luminaria, Sancti Spíritus, 2008
- Historias del Fin. Cuentos.  Editorial Luminaria, Sancti Spíritus, 2013
- Autorretrato con soneto. Poesía. Editorial Luminaria, Sancti Spíritus, 2017

Obras suyas aparecen recogida en diversas antologías:
- De Cuba te cuento, antología de los mejores narradores cubanos, editorial Plaza Mayor, Puerto Rico
- Antología Cuba Canarias, editorial Caja Canaria, España;
- Todo el amor en décimas, editorial Benchomo, España;
- Toda luz y toda mía, antología de decimistas espirituanos del siglo XX, editorial Luminaria; Sancti Spíritus
- Que caí bajo la noche, 200 años de poesía erótica en Cuba, Ediciones Ávila; Ciego de Ávila.
- Liminar, antología de narrativa cienfueguera del siglo XX, Editorial Mecenas; Cienfuegos.
- Reino de Papel, 100 años de poesía infantil en Sancti Spíritus, Editorial Gente Nueva. La Habana, 2005
- Abrir ciertas ventanas, narradores espirituanos del siglo XX, Editorial Luminaria; Sancti Spíritus
- Cartas de Dulcinea a Don Quijote. Epístolas. Escuela de escritores de Madrid.
- Antología Dimarco. Cuento. Universidad de Buenos Aires. Argentina.
- Esa cárcel de aire puro. Décima. Editorial Letras cubanas. La Habana.
- Navegas, isla de oro. Décima para niños. Editorial Gente Nueva. La Habana.
- Poetas del mediodía. Décima. Editorial Sanlope; Las Tunas.
- La Irreverencia y otros relatos. Microficción. Editorial Caja China. La Habana.
- Una mirada (poesía) Poetas cubanos contemporáneos. Editorial Luminaria, Sancti Spíritus, Cuba, 2005

Además, textos suyos aparecen recogidos en importantes publicaciones como Periódico Juventud Rebelde, Revista Ariel, Revista La Pedrada, Suplemento cultural “Conceptos” del Periódico 5 de Septiembre, Suplemento cultural “Vitrales”, del Periódico Escambray, y Revista “Videncia” , entre otros.